# 凤来镇 (重庆市)
凤来乡，是中华人民共和国重庆市武隆区下辖的一个行政建制镇。

## 行政区划
凤来乡下辖以下地区：
临江村、青龙村、狮子村、高楼村、送坪村和高寿村。